# L'Esquella de la Torratxa
L'Esquella de la Torratxa fue un semanario satírico, de ideología republicana y anticlerical, fundado en Barcelona el 5 de mayo de 1872. La revista dejó de editarse el 6 de enero de 1939, día en el que se publicó su último número, el 3.096.
Se debe destacar, no obstante, que L'Esquella no tuvo una vida ininterrumpida entre 1872 y 1939. Nació para sustituir durante las suspensiones impuestas a La Campana de Gràcia, por esta razón en sus dos primeras etapas solo se publicaron cuatro números; la tercera y definitiva etapa, se inicia el 19 de enero de 1879 y se añadió un peculiar subtítulo: Periòdich satírich, humorístich, il·lustrat y literari. Donarà al menos uns esquellots cada setmana (Periódico satírico y humorístico, ilustrado y literario. Dará como mínimo una polémica -o revuelo- cada semana). Aunque no tenía una voluntad política tan evidente como La Campana de Gràcia, fue muy crítica con el alcalde Rius y Taulet y la Exposición Universal de 1888. Santiago Rusiñol, con el pseudónimo de Xarau, firmaba unos glosarios tan encarnizados como los de Xènius (Eugenio d'Ors) en La Veu de Catalunya. Durante muchos años, su título fue La Esquella de la Torratxa, hasta que en 1911 se normalizó su título. Tanto L'Esquella como La Campana de Gràcia, eran publicaciones del librero Inocencio López Bernagossi. 
L'Esquella es, sin lugar a dudas, una de las publicaciones catalanas más importantes de sátira gráfica y escrita. Por sus páginas pasaron todos los dibujantes que tuvieron algún papel en la historia del humor gráfico catalán anterior a la guerra civil, y algunas plumas distinguidas de la literatura catalana, desde Rusiñol, a Prudencio Bertrana, Francisco Curet, Antonio Rovira Virgili, Gabriel Alomar o Màrius Aguilar.

## Historia

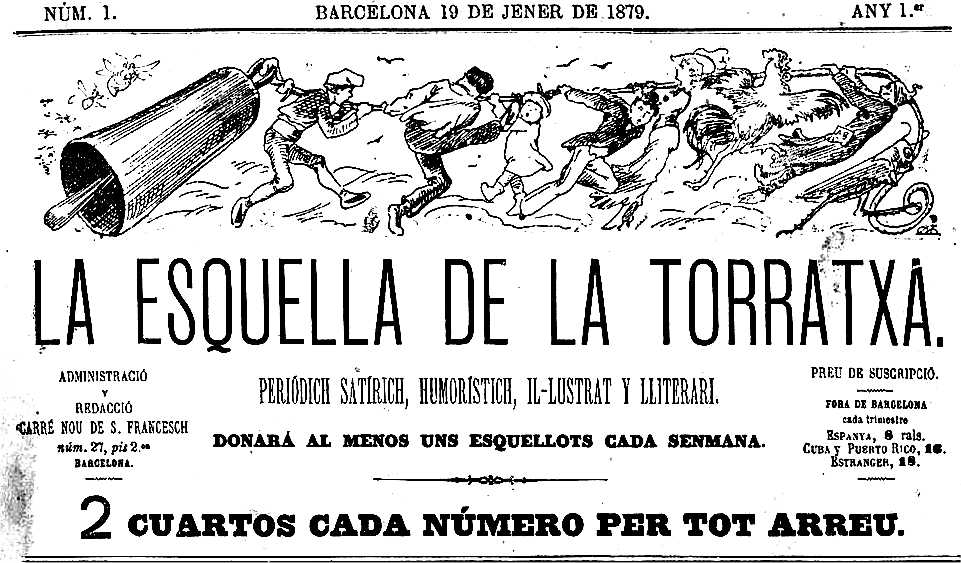
Primer número de L'Esquella de la Torratxa, 19 de enero de 1879

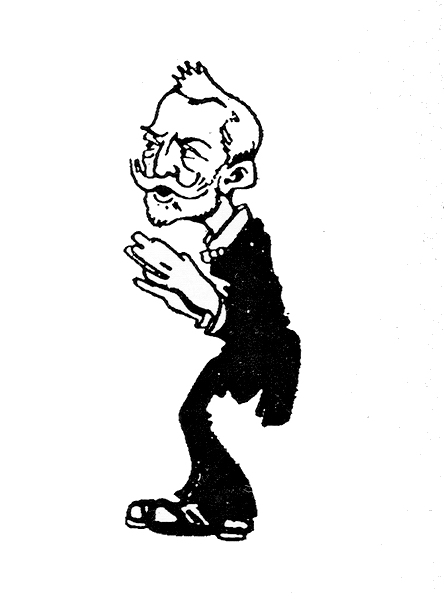
Caricatura de José Pella y Forgas, de autor desconocido y publicada en L'Esquella de la Torratxa (22 de septiembre de 1905)

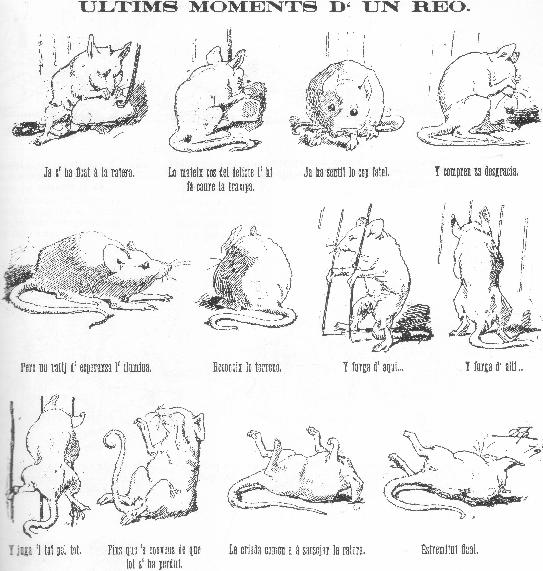
Ilustración del primer número por Apeles Mestres, 19 de enero de 1879

La Campana de Gràcia apareció en 1870 y a causa de su crítica municipal profunda, en 1872 las autoridades castigaron a la publicación con una suspensión de un mes. El editor, con los mismos colaboradores y cambiando el título, creó una nueva publicación, L'Esquella de la Torratxa, que apareció entre el 5 y el 26 de mayo, solo cuatro números para suplir la ausencia en el quiosco de La Campana. Dos años después, la situación se repitió y de nuevo apareció entre el 15 de noviembre y el 6 de diciembre de 1874, otra vez solo cuatro números, y no fue hasta el 19 de enero de 1879, durante una nueva suspensión, que continuó publicándose de forma ininterrumpida y simultánea con La Campana.
También la propia Esquella sufrió suspensiones y, con el mismo ardid que utilizaron con La Campana, fue sustituida por otros títulos: entre el 30 de mayo y el 16 de junio de 1872 por La Tomasa y entre el 2 y el 9 de octubre de 1925 por La Rambla.
Durante más de treinta años, el director de ambas publicaciones fue el periodista José Roca y Roca, después L'Esquella fue dirigida, entre otros, por Màrius Aguilar, Prudenci Bertrana y Pere Calders.
El editor Inocencio López Bernagossi, nacido en Gerona en 1829, se estableció en Barcelona, en un local de la Rambla del mig, donde se dedicó a una fructífera actividad editorial. Editó los almanaques de El Tiburón y Lo Xanguet, y también los Sanglots Poetichs de Pitarra, así como las revistas satíricas Un tros de paper y Lo noi de la mare. Su mayor acierto, sin embargo, fue fundar La Campana de Gràcia y L'Esquella de la Torratxa, las publicaciones más longevas de la prensa catalana y dos títulos emblemáticos de la sátira de Cataluña. Su hijo Antonio López Benturas y más tarde su nieto, Antonio López Llausàs, heredaron la Llibreria Espanyola y siguieron editando las dos publicaciones. El nieto, Antonio López Llausàs, se exilió a París y Buenos Aires por la guerra civil española. Los López editaron muchas publicaciones, almanaques, trípticos y novelas.

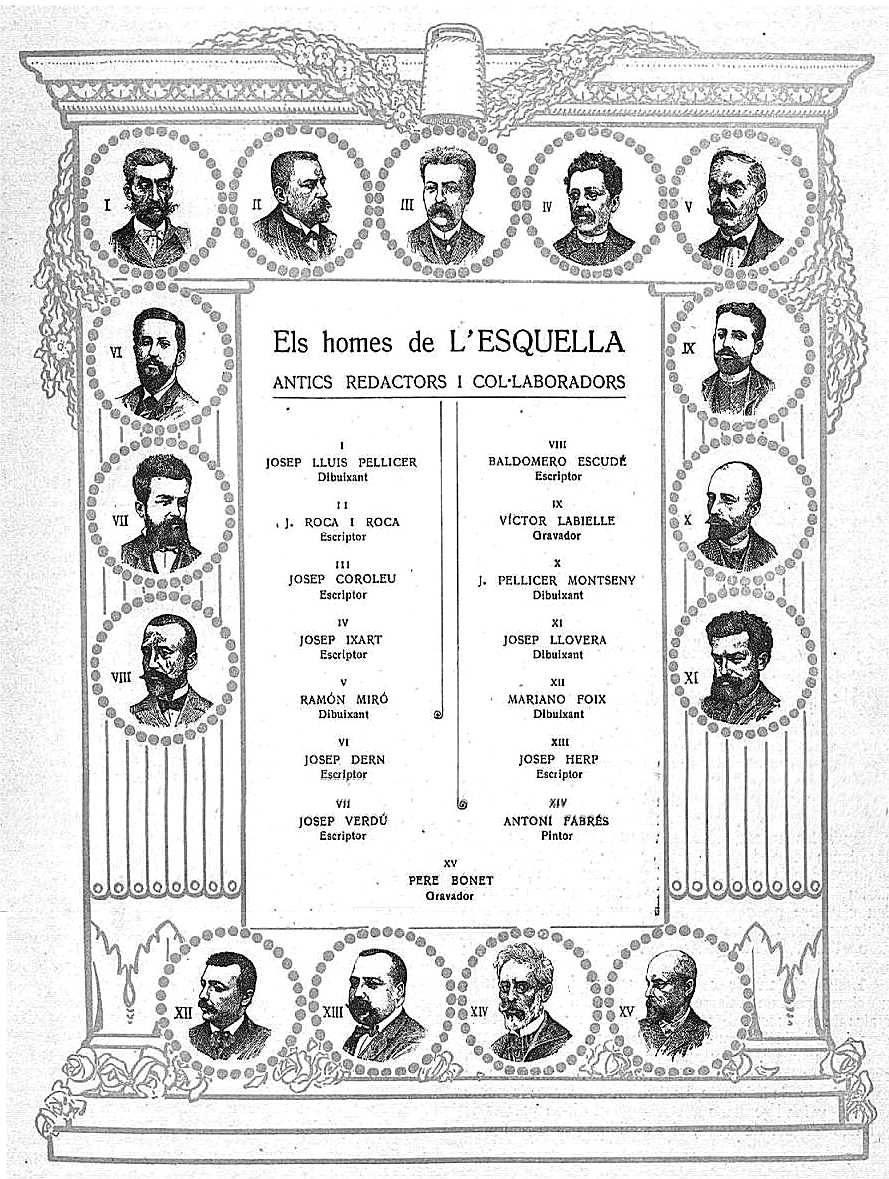
Redactores y colaboradores de La Esquella de la Torratxa

Entre los dibujantes que colaboraron destacan Apeles Mestres, Tomás Padró, José Luis Pellicer, Manuel Moliné, José Segrelles, Lorenzo Brunet, José Costa "Picarol", Juan G. Junceda, Jaume Passarell, Feliu Elias "Apa", Jaime Juez "Xirinius", Romà Bonet "Bon", Antonio Roca o Ricardo Opisso, Melcior Niubo "NIV", "Oscar Daniel".
Publicó números monográficos extraordinarios y números especiales dedicados a la muerte por ejemplo de Ángel Guimerà, Santiago Rusiñol, Francisco Macià o al IV Centenario de El Quijote.
En 1889 comenzó la publicación de L'Almanach de L'Esquella de la Torratxa hasta 1925 y también se publicó en 1932. En L'Almanach colaboraron con textos literarios, así como con ilustraciones y caricaturas, los redactores y colaboradores más destacados del semanario.
La Campana desapareció después de los hechos del 6 de octubre de 1934. Se habían publicado 3403 números. L'Esquella sobrevivió, aunque al inicio de la guerra civil fue confiscada por la UGT que encargó la confección al Sindicato de Dibujantes Profesionales. La nueva gestión, a pesar de los problemas de la guerra, fue un éxito y la última etapa del semanario resultó brillante, llena de contenido humorístico modernísimo, adelantado a su tiempo, que años más tarde triunfará en publicaciones europeas. La redacción estaba formada por una nueva generación de dibujantes: José Alloza, Pere Calders, Avel·lí Artís-Gener (Tísner), Ernesto Guasp y Jacinto Bofarull. También contó con las colaboraciones de Apa, Martí Bas, Nyerra, Graus, Narro, Goñi, Tona, Oxymel, Escobar, Alpresa, Friedfield, Graus, o Clavé.

## Fondo gráfico
En L’Esquella de la Torratxa colaboraron casi todos los caricaturistas, ilustradores y humoristas catalanes de cuatro generaciones, y en el Archivo Histórico de la Ciudad de Barcelona (AHCB) está depositada obra original de: Feliu Elias i Bracons «Apa» (1878-1948), Luis Bagaría (1882-1940), Romà Bonet i Sintes «Bon»,  (1886-1966), Llorenç Brunet (1873-1939), Cayetano Cornet y Palau (1878-1945), Josep Costa Ferrer «Picarol» (1876-1971), Mariano Foix (1860-1914), Joan Llopart i Tresserres (1858-1937), Ramon Miró (1864-1927), Manuel Moliné (1833-1901), Ramiro Mondragón del Río, Ricardo Opisso (1880-1966), Jaume Passarell i Ribó (1890-1975), Joan Pellicer Montseny (1863-1914) y Josep Robert i Picariu (1870-1940), entre otros.
El AHCB tiene identificados 7177 dibujos originales, 6729 de los cuales fueron publicados en las páginas de L’Esquella de la Torratxa en el periodo 1886-1930, y los restantes 448, en los diferentes Almanaques de los años 1889 a 1925. De toda esta obra, hay una altísima representación de caricaturas de Picarol: 2748 dibujos.
Este importantísimo conjunto de dibujos nos permite seguir a una gran cantidad de personajes y hechos de la vida cotidiana: retratos de alcaldes y gobernadores, políticos, actores y actrices, músicos, dibujantes y pintores, escritores, arquitectos, obispos, empleados públicos, gente de la calle, monumentos, fiestas (Navidad, la Candelaria, Ramos, Carnaval, Cuaresma, Corpus...), entoldados, juegos florales, teatros, costumbres, bailes, bestias del parque, tiendas y mercados que, con los más destacados acontecimientos de la política nacional y local, nos permite hacer una aproximación gráfica a la historia de los principales eventos políticos, culturales y sociales del país y de la ciudad de Barcelona, a lo largo de más de sesenta años.